# Zaklopača (Plitvička jezera)
Zaklopača is een plaats in de gemeente Plitvička Jezera in de Kroatische provincie Lika-Senj. De plaats telt 9 inwoners (2001).